# Sake

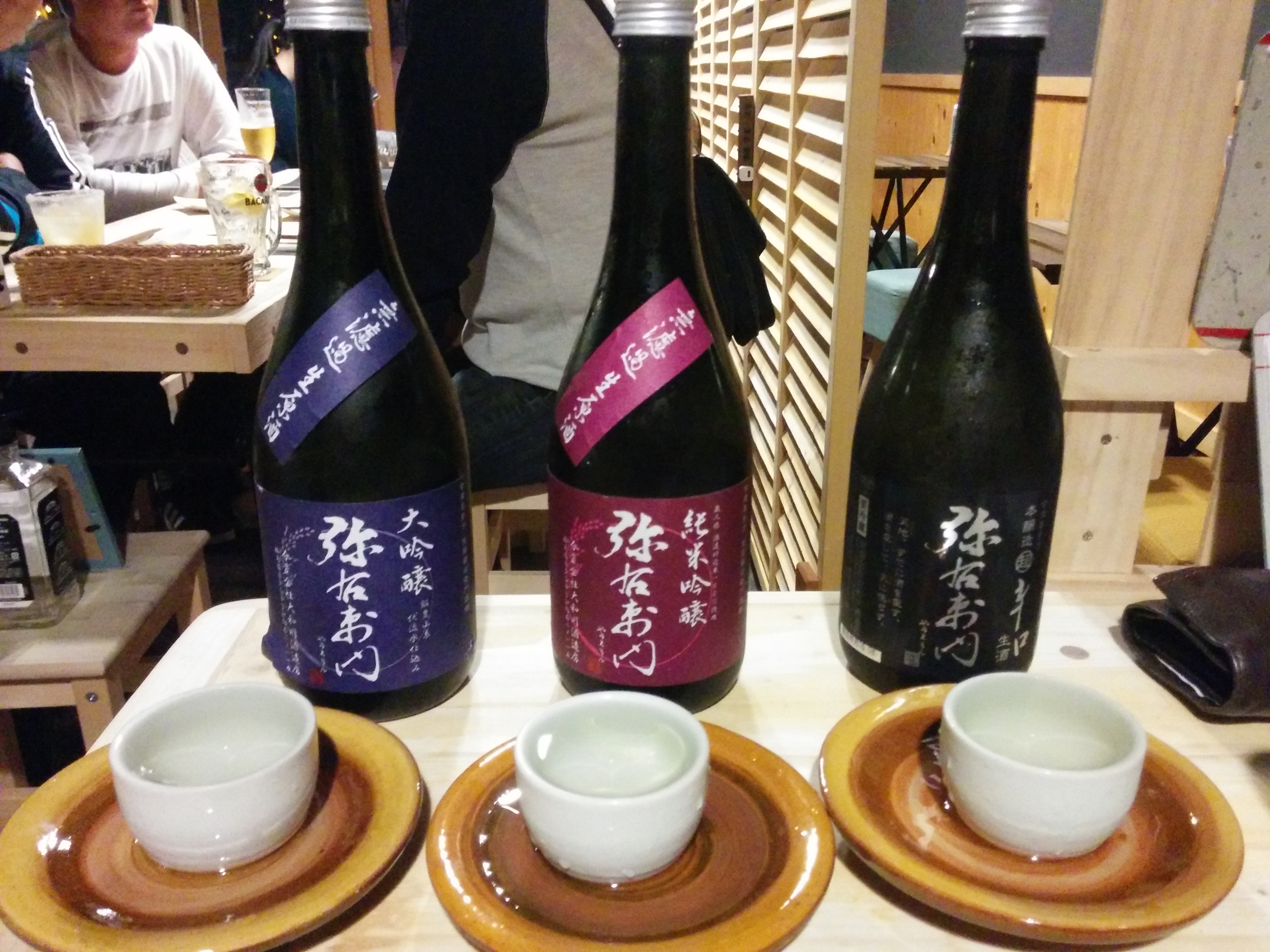
Sake Aizu

El sake (酒 [さけ], sake) és una beguda pròpia del Japó que s'obté de la fermentació de l'arròs. En aquest país és més conegut com a nihonshu (日本酒), o 'licor japonès', tot i que el seu nom tècnic precís és seishu (清酒), que és el que consta a les ampolles.
A Occident és habitual referir-se al sake com a "vi d'arròs", malgrat que el procés de producció és més similar al de la cervesa que al del vi, ja que es produeix una doble transformació: del midó en sucre i del sucre en alcohol. A diferència del que passa amb la cervesa, on el sucre s'obté per un procés de maltatge previ a la fermentació, en el cas del sake aquestes dues transformacions es produeixen de forma simultània. Hi ha d'altres begudes anomenades vi d'arròs que difereixen substancialment del sake.

## Història del sake

### Antiguitat
Els primers registres escrits on es parla del sake japonès (entès com a licor amb base d'arròs) es troben en llibres d'història xinesos, que daten del segle iii. En aquests es menciona que els orígens d'aquesta beguda es remunten aproximadament al 500 aC al Japó, quan el cultiu d'arròs hi va començar a guanyar importància.
Durant aquella època el sake tenia usos cerimonials i es solia beure durant el dol per part de la cort imperial i sembla que l'emperador també el feia servir amb propòsits recreatius. Ja per aleshores aquest es produïa utilitzant kōji.
Durant el segle X s'escriu el llibre de lleis Engishiki, que recull un conjunt de normes socials, entre les quals s'hi troba el procés d'elaboració del sake. 

### Edat mitjana
Entre els segles xii i xv, el sake s'elaborava en santuaris xintoistes i en temples budistes. Fins aleshores, el govern havia tingut el monopoli de la producció de sake. En aquests espais s'hi van acabar desenvolupant les tècniques de producció de sake que es segueixen duent a terme fins a l'actualitat. Diaris de monjos budistes que daten dels segles XV i XVI fan constar que per aleshores ja es duien a terme processos de pasteurització al final de l'elaboració del sake.

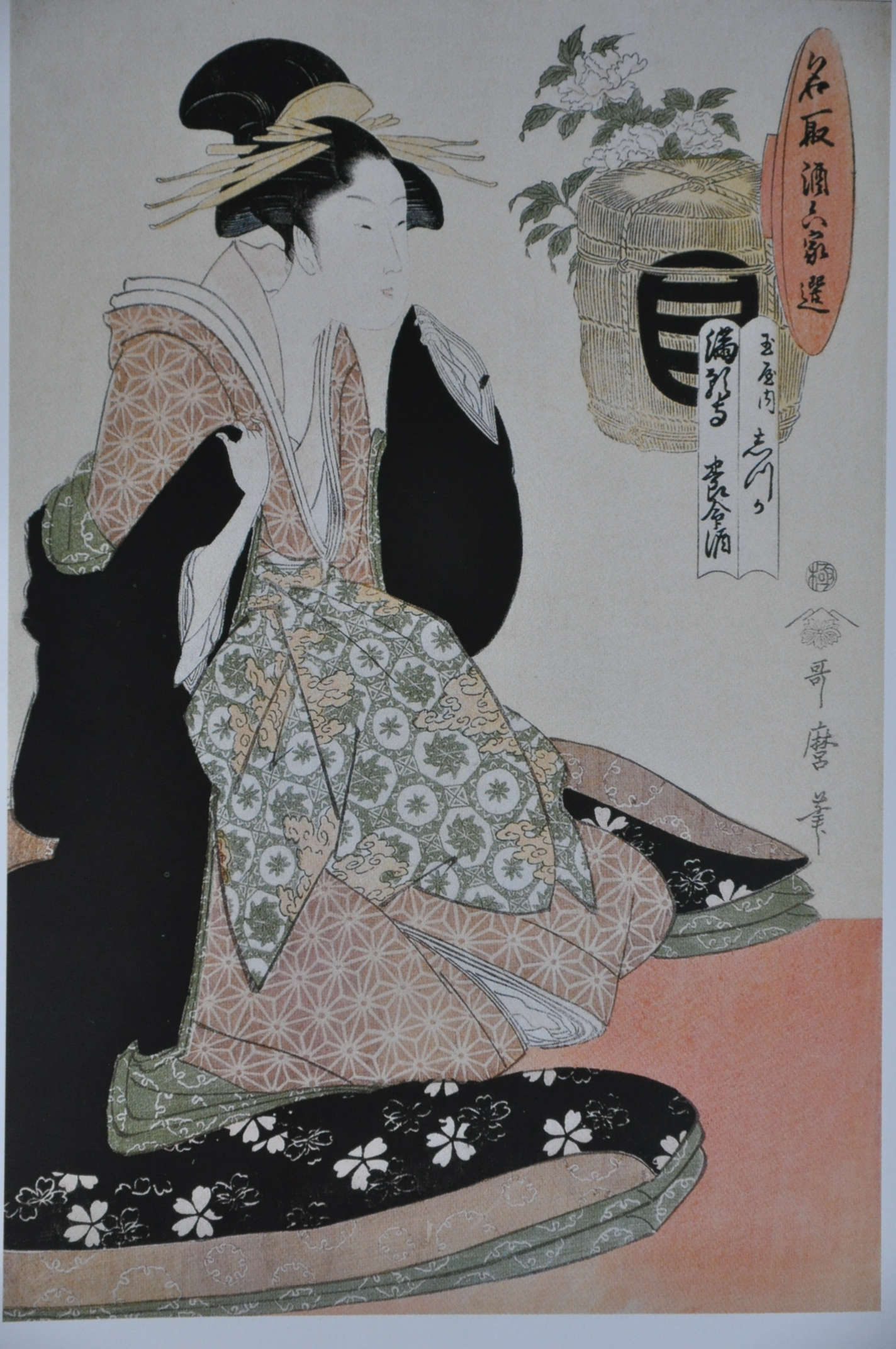
Cortesana al costat d'un barril de sake, 1792

Durant el període Muromachi hi va haver un seguit d'avanços en la tecnologia de producció de begudes alcohòliques i en el treball de la fusta, que van permetre la construcció de dipòsits de volums superiors (fins a 1500L). Aquests varen facilitar la producció en massa del sake, i aquest va començar a ser produït per altres especialistes no necessàriament afiliats a temples.

### Segles XVII i XVIII
Durant els principis del període Edo el sake produït a Itami i a Ikeda va arribar a les tres ciutats més importants de l'època: Kyoto, Osaka i Edo.
A Edo aquesta beguda va guanyar molta popularitat, i va ser anomenada kudarizake. S'estima que a principis del segle xviii cada habitant de la ciutat consumia uns 54L anuals de sake, i que la producció anual d'aquest era de 38.000.000 L cada any. El sake s'emmagatzemava en bótes i viatjava des de les ciutats d'Itami i Ikeda a Edo. La demanda d'aquesta beguda era tant elevada que els vaixells que transportaven sake no cabien tots alhora al port de la ciutat, i feien curses entre ells per trobar lloc al port fins al punt d'escurçar fins a 3 o 4 dies un viatge que en durava 30.
Durant aquella època el procés d'elaboració del sake utilitzava la meitat del volum d'aigua que es fa servir actualment. D'aqui en derivava una variant del sake amb una viscositat més elevada i un sabor més intens. Registres històrics descriuen com s'afegia cendra de fusta a la beguda per tal de reduir-ne l'acidesa, i com també s'hi barrejaven destil·lats per a augmentar-ne la graduació alcohòlica. Aquest augment de la graduació de la beguda n'alentia la degradació.

### Segles XIX i XX
A principis del segle xix els principals centres de producció de sake es van anar desplaçant des d'Itami i Ikeda a àrees properes a Nadagogo (regions de les actuals ciutats Nishinomiya i Kobe). Les tècniques emprades per a fabricar sake durant aquella època es basaven sobretot en emprar aigua miyamizu (que va ser descoberta el 1850). Aquesta és rica en fosfats i potassi, que faciliten el creixement del llevat que duu a terme la fermentació del sake. A mitjans del segle xix, l'arribada de diversos estudiosos europeus va suposar l'inici de la recerca científica al sake. Oskar Korschelt, químic alemany, se sorprengué al observar com sense conèixer els postulats de Pasteur ja es duien a terme processos molt similars a la pasteurització d'Europa en el sake, un cop aquest estava enllestit.
El 1904 es va establir al Japó el National Research Institute of Brewing, i aquest va contribuir de forma molt important en la millora de la producció del sake en els posteriors anys. Cinc anys més tard, al 1909, es desenvolupà el mètode sokujomoto, que suplantà al kimoto com a mètode hegemònic de producció del sake. Actualment encara es produeix sake amb el mètode sokujomoto.
El 1911 es creà un concurs nacional de producció de sakes (National New Sake Awards) per a incentivar la producció de nous sakes i la millora del procés en si. Millorar el procés de producció del sake pot anar des de la comprensió de la ciència de la fermentació del sake, l'ús científic dels microorganismes, l'ús de dipòsits esmaltats, la millora de les màquines per a polir l'arròs o la millora de l'embotellament del producte.
Cap al 1960 la producció de sake es va modernitzar de forma molt significativa, amb la introduccióde l'elaboració en sèrie del producte. Actualment la producció de sake també es veu influenciada per tendències com la del consum i la producció local: moltes regions diferents del Japó estan començant a elaborar noves varietats de sake fent servir tipus d'arròs i de llevat que fins al moment no s'havien fet servir en l'elaboració d'aquesta beguda.

## Matèries primeres

### Arròs

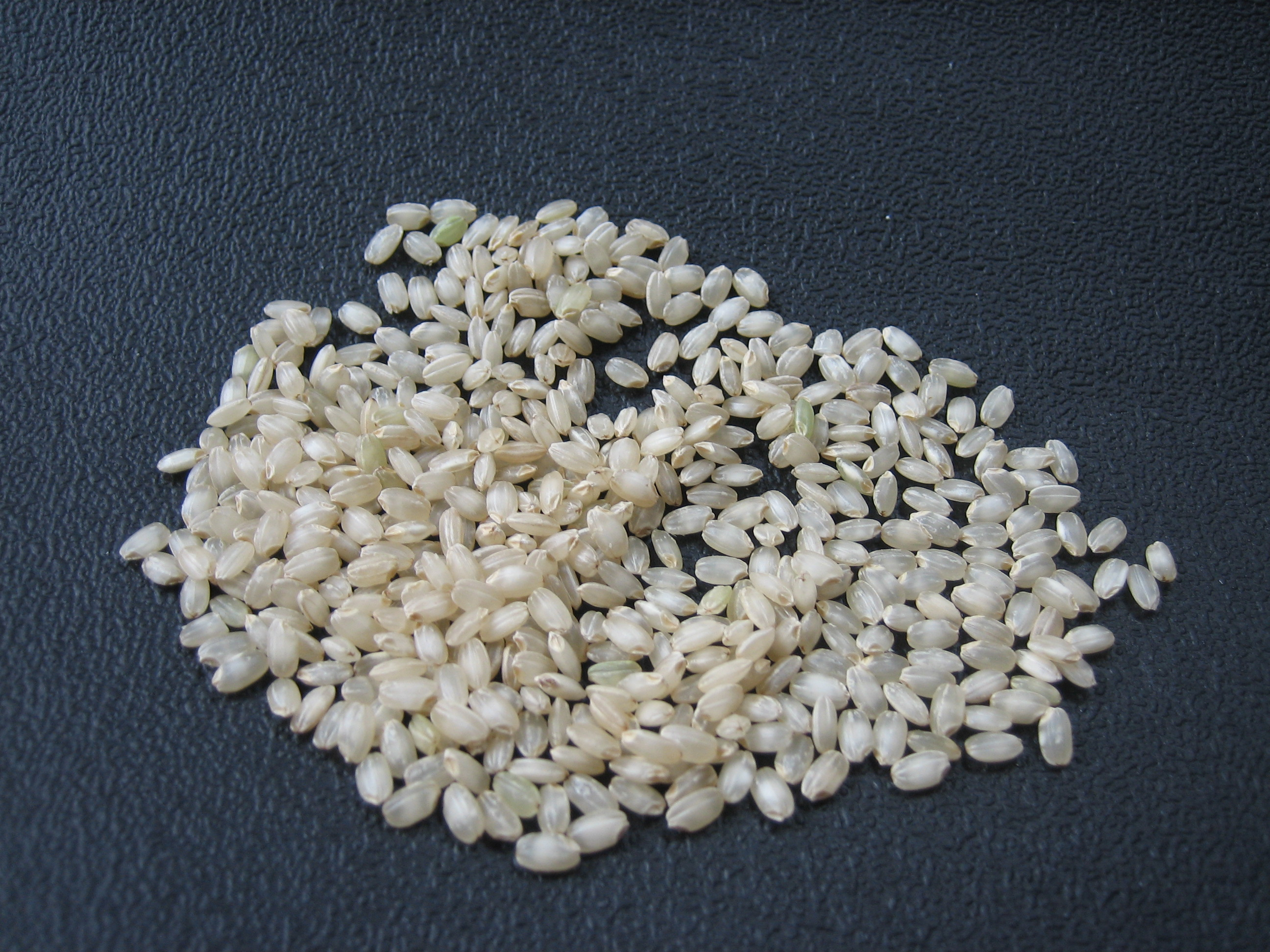
Arròs de la varietat Yamada Nishiki

L'arròs és un element primordial per obtenir sake (saka mai, 酒米). Hi ha moltes varietats d'arròs, concretament al Japó se’n cultiven unes 300, però només algunes d'elles són utilitzades per l'elaboració del sake.
La característica principal d'aquestes varietats és que els seus grans d'arròs són més grans i tenen el nucli blanc més opac, lloc on es troba majoritàriament el midó, anomenat shinpaku (心白). D'aquesta manera, el seu contingut de proteïna i lípids és menor.
Així doncs, el que realment s'utilitza per fer sake és arròs blanc polit, ja que l'arròs integral conté molts lípids, minerals i proteïnes a la part exterior i provocarien un sabor desagradable. És per això que és necessari fer el poliment de l'arròs, d'aquesta manera s'obté el nucli i no la part exterior. Per tenir-ne una idea, l'arròs per menjar es poleix un 90%, en canvi, l'arròs per fer sake un 70%.
Existeixen més de 60 varietats d'arròs de sake, entre les quals la més cultivada és el Yamadanishiki, seguint amb Gohyakumangoku, Miyamanishiki i Omachi.
La varietat Yamadanishiki es va desenvolupar al 1936 a Hyogo Prefecture després de 13 anys fent proves de cultiu amb creuaments de diferents varietats. Tots els japonesos Toji (experts en sake) prefereixen treballar amb aquesta varietat d'arròs perquè produeix bon gust i bones propietats físiques. Representa el 33% de l'arròs de sake elaborat al Japó, i aproximadament un 71% del sake elaborat és produït a Hyogo Prefecture.

### Aigua
L'aigua té una importància cabdal en l'elaboració del sake, ja que s'utilitza al llarg de tot el procés, des del rentatge inicial de l'arròs fins a la dilució del producte final abans de ser envasat. Aproximadament un 80% del sake és aigua.
Per tal d'obtenir un sake amb bones propietats organolèptiques, és molt important tenir aigua d'alta qualitat i que no continguin certs minerals. Per exemple, el ferro causa una coloració marró-vermellosa i fa malbé l'aroma i el gust, és per aquest fet que el sake no hauria de contenir un valor superior a 0,02 ppm de ferro. El manganès també té un efecte negatiu, ja que en presència de llum (especialment llum ultraviolada) afavoreix reaccions que afecten al color. Per contra, el potassi, el magnesi i l'àcid fosfòric tenen un paper positiu en els diferents processos bioquímics.
Les dues àrees més importants per obtenir aigua d'alta qualitat al Japó són a Nada (Miyamizu, aigua Miya), i a Fushimi (Gokosui, aigua Goko).
Aigua Miyamizu
A la segona part de l'era Edo, el senyor Tazaemon Yamamura, que tenia fàbriques de sake a Uozaki, Kobe i també a Nishinomiya, volia esbrinar per què la seva fàbrica de Nishinomiya sempre produïa un bagatge de més qualitat que la de Uozaki.
Per fer-ho, va canviar els toji i les eines de Uozaki amb els de Nishinomiya, però no va observar res. El resultat es va veure al 1840, quan va portar l'aigua de Nishinomiya a Uozaki, produint sake de més bona qualitat.
La roca a la muntanya Rokko s'infiltra en el sòl i surt de fonts al voltant del Santuari Nishinomiya. Aquesta aigua de font és el secret per a la seva producció excel·lent. A partir d'aquest moment, totes les seves fàbriques van començar a utilitzar l'aigua de Nishinomiya. La gent abreviava l'aigua de Nishinomiya com a "aigua Miya”, i es considera una aigua de consistència més dura. El sake fet a Nada amb aquesta aigua té un sabor sec i cruixent, per la qual cosa es coneix com a Otoko-zake (sake per homes).
Aigua Gokosui
Fushimi, a la ciutat de Kyoto, és una terra beneïda amb una gran quantitat d'aigua subterrània de bona qualitat. Un lloc on aquesta aigua surt del sòl és a Gokonomiya, un santuari situat a prop de l'estació de Momoyama-Goryou-Mae, a la línia Kintetsu Kyoto. Aquesta aigua és anomenada Gokosui o “aigua Goko”. Aquest temple va rebre el nom de Gokosui (aigua perfumada) de l'emperador Seiwa. A Fushimi, a més de Gokosui, hi ha sis altres llocs on es pot trobar una bona aigua. Són els anomenats "set pous de Fushimi”.
L'aigua Gokosui és més suau que l'aigua Miyamizu, per tant, el sake fet amb aquesta aigua és suau i sedós, per la qual cosa es coneix com a Onna-zake (sake per dones).

### Kōji
El kōji és un fong o llevat que s'utilitza per la preparació dels cereals. El cereal inoculat amb espores del fong també s'anomena kōji.
El kōji ha estat anomenat pel National Fungi of Japan i ha sigut utilitzat des de fa molts anys per produir sake. El kōji també s'utilitza per la fabricació d'altres productes japonesos, com són el shochu, el awamori, el miso, la salsa de soja, el vinagre i els adobats.
El kōji es pot classificar en tres tipus en funció del color. El kōji groc (Aspergillus oryzae) s'utilitza principalment per a la producció de sake. El kōji negre (Aspergillus luchuensis) s'utilitza principalment per elaborar shochu i awamori. I el kōji blanc (Aspergillus kawachii) és una variant mutant del kōji negre. En realitat, hi ha moltes soques mutants de cada tipus de kōji.
El kōji groc que es cultiva amb l'arròs s'ha utilitzat des de l'antiguitat. Al 1960 a UK es va veure que la soca de Aspergillus flavus relacionat amb el aquest tipus de kōji produïa aflatoxines (un tipus de micotoxina), però posteriorment es va investigar i es va veure que cap de les tres varietats de kōji no estaven relacionades amb la producció d'aflatoxines, concloent que el seu consum era segur.
En el cas de l'arròs, el fong que s'utilitza és Aspergillus oryzae i el que s'obté és el kōji groc, conegut al Japó com a kōji-kin (麹菌). L'objectiu d'inocular l'arròs és iniciar la germinació de les espores perquè estenguin els filaments i es produeixin els enzims que duran a terme la hidròlisi del midó present a l'arròs i l'obtenció dels sucres necessaris per a la fermentació.
Així doncs, el kōji es posa sobre l'arròs durant la seva cultivació per produir els enzims necessaris que converteixen el midó en glucosa. És llavors que el llevat consumeix aquesta glucosa per dur a terme el procés de fermentació alcohòlica.

## Producció

### Preparació de l'arròs
Poliment de l'arròs (Seimai)
Per elaborar el sake, és necessari partir del gra d'arròs blanc polit.
Les varietats d'arròs emprades en l'elaboració de sake difereixen d'aquelles que s'utilitzen per a l'alimentació. El fet és que el midó es troba concentrat en el nucli del gra i l'escorça, d'un color marronós, conté components com greixos, proteïnes i minerals, la presència dels quals afecta negativament a la qualitat del producte, tant pel que fa a l'aroma com al sabor. Per aquest motiu, els grans s'han de sotmetre a un procés de poliment (seimai) a partir del qual s'eliminen les capes exteriors del gra. El grau de poliment o seimaibuai és, doncs, un dels condicionants principals de la qualitat del sake. Generalment, se n'elimina un 20% per sake de baix cost i un 75% pel de bona qualitat. 
Rentat de l'arròs i posada en remull (Senmai i Shinseki)
Per tal d'eliminar les restes de pols d'arròs provinents del procés de poliment, es renta (senmai) l'arròs amb aigua (manualment o de forma automatitzada) i, seguidament, es deixa en remull (shinseki) durant un temps determinat per tal que obtingui un grau d'humitat concret.
Posteriorment, l'arròs que estava en remull es drena i s'embolica en una tela, deixant-lo refredar a temperatura ambient durant tota una nit. 
Cocció al vapor de l'arròs (Mushimai o Jomai)
Transcorreguda una nit, l'arròs es cou al vapor emprant uns recipients anomenats koshiki, que consten d'una base plena d'orificis pels quals es fa circular el vapor, procurant que es reparteixi de la forma més uniforme possible.

### Fermentació Starter(Shuboomoto)
Amb aquesta etapa és quan comença pròpiament l'elaboració del sake, ja que fins ara només eren etapes preparatòries de l'arròs.
Per tal que les cèl·lules de llevat tinguin l'oportunitat de sobreviure front nombrosos bacteris que podrien dominar d'una altra manera el procés de fermentació, s'utilitza un fermentador de mida petita per preparar una concentració molt elevada d'aquestes cèl·lules, etapa que es coneix com a fermentació starter.
Primer, es barregen els grans d'arròs cuits al vapor amb aigua i kōji en un tanc de mida petita i, posteriorment, s'hi afegeix directament el starter de cèl·lules de llevat per obtenir el shubo, la massa motor de la fermentació. 
Els llevats necessiten disposar de glucosa per produir alcohol. El midó contingut en els grans d'arròs és un polisacàrid que està format per moltes molècules de glucosa però aquest no pot ser degradat directament pels llevats, ja que no disposen dels enzims necessaris per fer-ho. Això significa que si en el tanc només s'hi afegeixen els grans d'arròs cuits i els llevats, aquests no tindran els nutrients necessaris per créixer i, per tant, tampoc produiran alcohol. El que es fa és, doncs, afegir el kōji, ja que aquest fong és capaç de produir els enzims necessaris per trencar el midó en molècules de glucosa a partir de les quals, doncs, les cèl·lules de llevat podran créixer i dur a terme la fermentació alcohòlica. 
Generalment, també s'hi afegeix una petita quantitat d'àcid làctic com a mesura de protecció, ja que amb aquest s'aconsegueix disminuir el pH del medi i, per tant, prevenir el creixement de bacteris que podrien afectar negativament a la qualitat del producte donant mals aromes i sabors.
A partir d'aquí, la mescla del tanc es deixa fermentar durant un període d'entre dues i tres setmanes, temps suficient perquè el kōji trenqui el midó de l'arròs en glucosa i que aquesta serveixi de nutrient perquè les cèl·lules de llevat es multipliquin en grans quantitats.

### Fermentació massiva(Moromi)

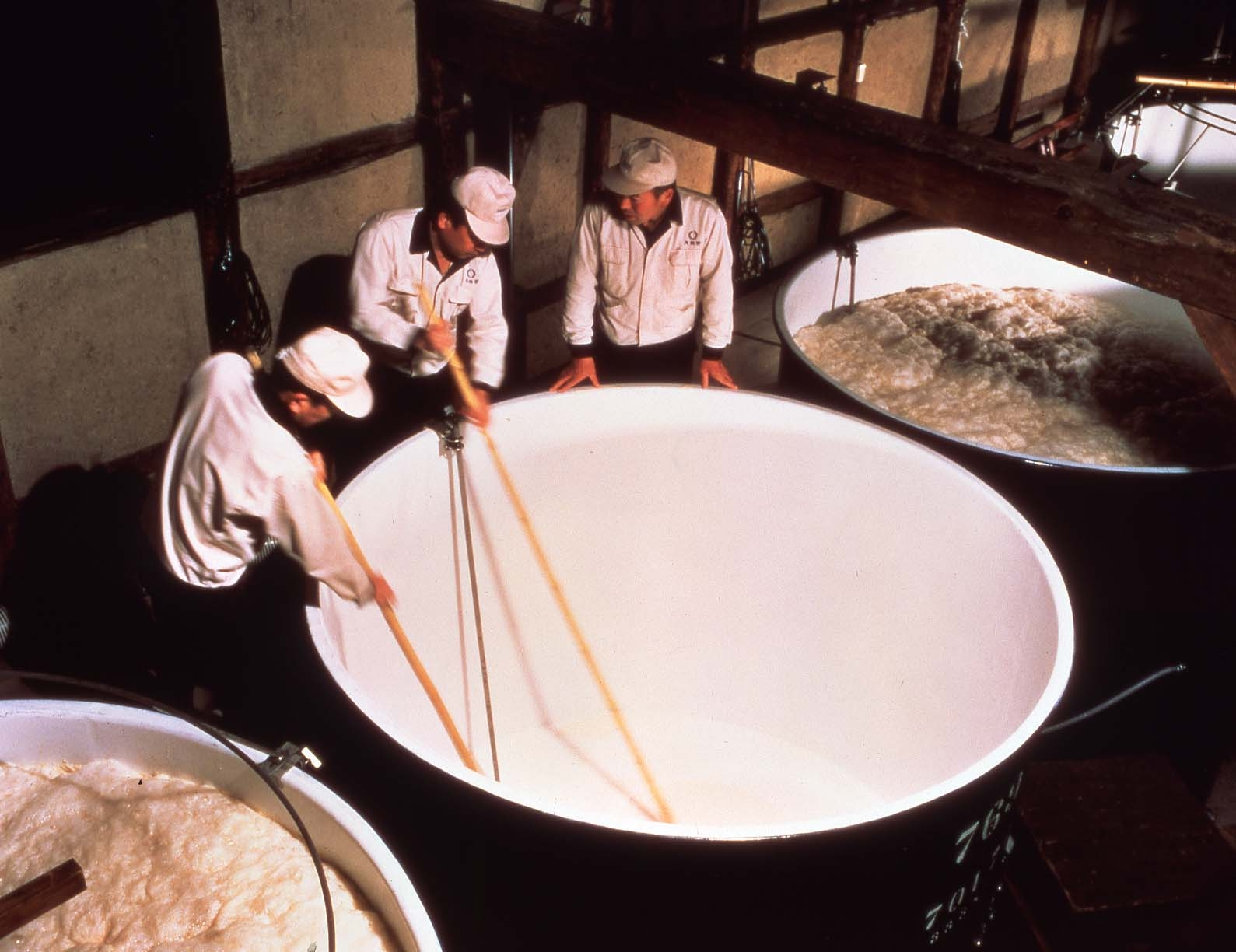
Moromi

En aquesta tapa ja es disposa de tots els elements essencials per produir el moromi: el shubo, l'arròs, el koji i l'aigua.
El moromi es prepara a partir de tres passos. Cadascun dels elements esmentats anteriorment es divideix en tres porcions de volum creixent, a excepció del shubo i cada porció de cada material s'afegeix en una seqüència de 3 passos. Aquest procés es coneix com a shikomi sandan i dura quatre dies: 
El primer dia es transfereix tot el shubo obtingut en un tanc de fermentació més gran i se li afegeix 1/6 part del volum total d'arròs al vapor, koji i aigua (primera addició). El segon dia no s'hi afegeix res, ja que d'aquesta manera, es permet que el cultiu de llevat creixi més. El tercer dia, se li afegeix 1/3 del volum total d'arròs al vapor, koji i aigua i,  el quart dia, que és quan es fa l'última addició, se li afegeix 1/2 del volum total d'arròs al vapor, koji i aigua.
Per tant, el procés d'addició es repeteix tres vegades però tenint en compte que a cada etapa s'afegeix una proporció més gran de cadascun dels elements essencials per la producció de sake (a excepció del shubo, que s'afegeix tot en la primera adició).
A partir d'aquí, el moromi es deixa fermentar durant un període que va dels 18 fins als 32 dies. Es considera que la fermentació ha finalitzat quan el contingut d'alcohol arriba al seu màxim. En tractar-se d'un procés en el que la sacarificació i la fermentació es produeixen de forma paral·lela, el llevat és capaç de produir alcohol fins a un contingut de més del 20% en volum.
Quant a les condicions del procés, aquest es duu a terme a una temperatura baixa (entre 10 i 18 °C normalment), ja que d'aquesta manera es controla l'activitat dels llevats i permet que la fermentació alcohòlica progressi de forma constant, donant com a resultat una millor qualitat del producte.

### Finalització
Un cop finalitzada la fermentació, es sotmet el moromi a un procés per separar el sake líquid del residu sòlid (kasu). Seguidament es clarifica el sake per eliminar les restes de sòlid que puguin quedar i es dilueix amb aigua fins a assolir la graduació alcohòlica desitjada, normalment a l'entorn del 16% en volum. Finalment, es sotmet el sake a un procés de pasteurització per tal de garantir-ne la conservació.

### Pasteurització
El sake s'esterilitza mitjançant calor per tal d'assegurar-ne la qualitat i evitar que es malmeti abans d'hora. L'anomenat “sake fresc” és aquell acabat de premsar i sense pasteuritzar. Té un sabor molt agradable però conté enzims derivats del koji i dels llevats que poden acabar deteriorant-ne la qualitat. L'única forma d'inactivar-los és mitjançant un tractament per calor, ja que no poden fer-se precipitar. A més, existeixen espècies de bacteris de l'àcid làctic que toleren l'alcohol i que també poden disminuir la qualitat del sake.
El sake és escalfat fins als 60-70 °C, de forma similar a les pasteuritzacions que realitzava Pasteur. Generalment, es produeixen dues etapes de pasteurització: una abans d'emmagatzemar el sake i l'altra abans d'embotellar-lo. Aquest es pot pasteuritzar mitjançant bescanviadors de calor o bé escalfant directament les ampolles. Pasteuritzar directament al sake dins de les ampolles l'ajuda a retenir el sabor afruitat típic dels sakes del tipus ginjo-shu.
Existeixen sakes no pasteuritzats que retenen totes les propietats aromàtiques i de sabor del sake acabat de premsar. Per a impedir que es degradin, aquests han de trobar-se emmagatzemats en fred o bé han d'estar sotmesos a una filtració especial. Hi ha altres variacions de sake que només presenten una etapa de pasteurització: aquests són els namazume-shu (sake embotellat fresc: només es pasteuritza abans de ser emmagatzemat) i namachozo-shu (sake emmagatzemat fresc: només és pasteuritzat abans de ser embotellat).

### Emmagatzematge
Un cop produït i passada la primera pasteurització, el sake es deixa madurar en tancs d'emmagatzematge. La maduració del sake en canvia el sabor i el fa més suau. És important que aquest es trobi emmagatzemat a una temperatura constant per tal que la maduració sigui estable.

### Barreja i addició d'aigua
Degut a les exigències de la indústria alimentaria, el sake ha de ser homogeni a l'hora de ser venut. Aquesta beguda justament és susceptible a variar entre lots inclús si es fa servir el mateix arròs, llevat, aigua i koji. Pot ésser que degut a la temperatura a l'hora de produir el koji o variacions en el poliment de l'arròs n'alterin les propietats.
Per tal de solucionar aquest problema i de poder vendre un sake amb característiques estables al llarg de tot l'any, els productors barregen diferents tandes de sake produïdes dins les mateixes instal·lacions i aconsegueixen un volum de sake amb les mateixes propietats.
Un cop obtingut el sake a embotellar, a aquest se li afegirà aigua per tal de fer que el seu percentatge en alcohol es redueixi d'un 18-20% a un 15-16%. Es farà servir la mateixa aigua que s'ha emprat per a elaborar el sake. Aquest pas de dilució pot ser obviat, i es donarà lloc a un producte anomenat genshu (sake no-diluït), que té un sabor més intens.

### Embotellament
Normalment les àrees d'embotellament es troben separades de la resta d'instal·lacions de la planta de producció de sake, o fins i tot en un edifici adjacent. Això és degut a les estrictes normes d'higiene que s'apliquen a aquest tipus de productes.
La pasteurització del sake dins de les ampolles acaba d'eliminar microorganismes tant de la beguda com de les parets del recipient. A més, les altes temperatures a les quals es sotmet el sake provoquen que una part d'aquest es vaporitzi. Durant aquest procés s'elimina gran part de l'oxigen contingut en el sake i, per tant, es prevé el deteriorament d'aquesta beguda tant per l'oxidació com pels microorganismes aerobis que hi pugui haver.

## Tipus de sake
La Llei de l'Impost sobre Licors del Japó defineix els ingredients i el procés de fabricació que s'ha d'utilitzar per a la producció de sake. La Llei estableix que el sake ha de ser d'arròs, koji i aigua, o d'aquests ingredients més alcohol jozo (alcohol neutre, etílic d'origen agrícola) i/o sucres.
També proporciona denominacions especials anomenades tokutei-meisho, que tenen un sabor i una aparença de qualitat superior, i es produeixen d'acord amb uns criteris relatius als ingredients i el polit. Hi ha quatre denominacions especials, que inclouen ginjo, daiginjo, junmai i honjozo. De fet, actualment en són sis per les varietat que té el junmai (junmai ginjo i junmai daiginjo). Actualment representen al voltant del 30% de la producció total de sake i es poden considerar com “sake premium”.

### Sake de denominació especial opremium
L'arròs que s'utilitza per fer un tipus de sake s'ha de sotmetre a una inspecció per assegurar-se que compleix els estàndards exigits. Per cada denominació, també hi ha normes relatives a la relació de poliment i la quantitat d'alcohol neutre que s'utilitza. A més, la quantitat de koji-mai utilitzada en la producció d'arròs de koji ha de ser igual al 15% del pes total de l'arròs polit utilitzat.
Les denominacions especials tokutei-meisho són les següents:
- Ginjo-shu (吟醸酒): elaborat amb grans d'arròs dels quals se’ls hi ha eliminat almenys el 40% de la capa exterior del gra. La fermentació es produeix a temperatures més baixes i és més llarga. Pot afegir-se alcohol Jozo equivalent al 10% del pes de l'arròs polit. Al que no s'afegeix alcohol s'anomena Junmai ginjo-shu. Té una fragància afruitada, anomenada ginjo-ka (aroma), amb un sabor lleuger i no àcid. “Lleuger” no només significa “suau” o “diluït”, sinó que també significa que té una textura suau i un bon retrogust. Les característiques del ginjo-shu varien en funció de l'especialista del sake, n'hi ha que destaquen més el ginjo-ka i d'altres el gust.

- Daiginjo-shu (大吟醸酒): és una forma de ginjo-shu elaborat amb arròs encara més polit del qual s'ha eliminat almenys el 50% de la capa exterior del gra. Té un gust encara més intens i un ginjo-ka més intens que el ginjo-shu. Al que no s'afegeix alcohol s'anomena Junmai daiginjo-shu.

- Junmai, tokubetsu junmai (純米酒): estan fets només a partir d'arròs, koji i aigua, destacant el sabor de l'arròs i el koji més que altres varietats. És anomenat “vi pur d'arrós”, ja que no conté additius ni alcohol destil·lat. No hi ha requisits relatius a la relació de polit. El sake Junmai-shu sol tenir molta acidesa i umami, i no és massa dolç, aproximadament amb un 30% d'arrós polit.
  - Junmai ginjo: l'acidesa i l'umami es redueixen i hi ha un clar ginjo-ka.
  - Junmai daiginjo: és considerat com el sake de més qualitat. Els millors productes d'aquesta classe ofereixen una bona barreja de gust amb acidesa i umami.

- Honjozo-shu (本醸造): conté un agregat breu d'alcohol destil·lat, que ajuda a extreure alguns sabors. L'èmfasi és el sabor i hi ha poc ginjo-ka. Té un nivell raonable d'acidesa i umami i en lloc d'afirmar l'aroma i el gust del mateix, ajuda a treure el gust dels aliments.

L'ordre en augment de qualitat, complexitat i preu és el següent: honjozo-shu, junmai-shu, ginjo-shu i daiginjo-shu.

### Sake ordinari o nopremium
El futsu-shu és el sake produït majoritàriament al Japó, que a diferència dels de denominació especial, aquest és més ordinari. L'arròs que es fa servir és polit aproximadament un 70%, i la quantitat d'alcohol jozo utilitzat equival aproximadament al 20% del pes de l'arròs polit.
L'aroma del futsu-shu és menys pronunciada que la del sake de denominació especial. Com a màxim, es podria dir que té una lleugera aroma de caramel, fruit de l'envelliment. I el sabor del futsu-shu encara reflecteix més les preferències personals que el sake de denominació especial de primera qualitat.

## Degustació del sake

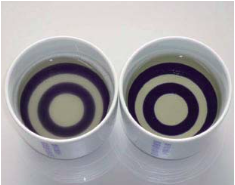
Kikichoko

Les botigues de sake japoneses utilitzen un recipient especial per beure sake, anomenat kikichoko, però també es pot utilitzar un got de vi (estil Bordeaux). Quan es fa servir un got, es recomana cobrir la taula amb un drap blanc per permetre que el color del sake es vegi amb més facilitat.
El kikichoko es tracta d'un recipient de porcellana blanca de 180 ml amb dos cercles concèntrics de color blau cobalt en el fons interior. El color blanc destaca les diferències del color del sake. Si el sake és més tèrbol, les vores dels dos cercles concèntrics blaus es difuminen, cosa que permet detectar lleus diferències de terbolesa. Els venedors del sake controlen molt la terbolesa durant el seu emmagatzematge, ja que això podria indicar una insuficient filtració o una contaminació per part dels bacteris de l'àcid làctic.
La temperatura del sake per a la seva òptima degustació hauria de ser entre els 18 i 20 °C, ja que és millor per apreciar les característiques sutils del producte i és menys probable que el gust acabi cansant.

### Procediment de degustació
La degustació de sake comporta la següent seqüència de passos. El procediment és bàsicament el mateix que per a la cata de vins:
1. Observació de l'aspecte, inclòs el color i la claredat.
2. Avaluació de la uwadachika (aroma ortonassal) portant el recipient kikichoko fins al nas i olorant l'aroma directa del sake.
3. Beure uns 5 ml de sake, estendre'ls a la llengua, respirar aire per la boca i barrejar-lo amb el sake.
4. Avaluació de la fukumika (aroma retronassal), que és l'aroma que arriba el nas a través de la boca.
5. Valorar lentament el sabor de la llengua.
6. Beure més sake tranquil·lament i deixar-lo passar a la gola per avaluar el regust.

S'ha d'utilitzar tota la llengua per avaluar el gust. Això és degut al fet que la punta de la llengua és sensible a tots els gustos i la part posterior de la llengua és sensible a l'acidesa, l'amargor i l'umami, però la part mitjana de la llengua té menys capacitat de detecció del gust.

### Aparença del sake

#### Claredat
La majoria de les varietats de sake són clares. A excepció del nigorizake i el sake sense filtrar, que té com a finalitat tenir un aspecte ennuvolat, qualsevol terbolesa indica que no s'ha filtrat correctament. Encara que no sigui en la mateixa mesura que el vi, en el sake també es pot formar un sediment a l'ampolla emmagatzemada durant temps.

#### Color
El sake sense color i transparent és degut al tractament amb carbó actiu per eliminar les impureses i el color. En canvi, el sake que no es tracta amb carbó actiu pot conservar un color groc pàl·lid.
El color del koshu (sake que ha estat envellint durant molt de temps) oscil·la entre l'or i l'ambre fosc. Aquest color és resultat de la reacció dels sucres i aminoàcids que hi ha al sake.
El sake també es descolora si s'emmagatzema a altes temperatura o si s'exposa a la llum durant un període llarg. Aquestes condicions també augmenten les aromes i les amargors indesitjables, reduint el valor comercial del producte. Determinar si hi ha hagut degradació requereix examinar la gamma completa d'atributs del color, l'aroma i el gust.

### Aroma
En la cata de vins, el catador primer olora l'aroma directament de la copa i després remena el vi per permetre el contacte amb l'aire i l'olora de nou. Una copa de vi amb forma de tulipa és ideal per a aquest propòsit. Tanmateix, els costats d'un kikichoko són rectes, ja que normalment el procediment de tast del sake no inclou la barreja del sake. Probablement és perquè l'aroma retronassal és més important pel sake que l'aroma ortonassal.
Per a la majoria dels tasteigs és suficient comparar els perfils d'aroma del sake amb els noms d'alguns aliments familiars, tot i això, els catadors professionals del sake utilitzen noms determinats. Algunes de les olors a les quals el sake es pot assemblar és a fruites (poma, pera, plàtan, meló, lichi, maduixa, cítrics), espècies (canyella), fruits secs, vegetals (herba verda, rosa), cereals, fongs, caramel (mel, sucre moreno, salsa de soja) o àcid (vinagre, iogurt, mantega, formatge).

### Gust i textura
Els primers gustos que es poden notar després de beure el primer glop de sake a la boca són la dolçor i l'acidesa, seguits una mica més tard per l'amargor i/o l'umami, que són més fàcilment detectats a la part posterior de la llengua. Quant a la textura, també s'experimenten els atributs de l'astringència i la suavitat. L'acabat (el retrogust) es nota després d'empassar-se el sake.
Hi ha un seguit d'atributs a l'hora de valorar el gust i la textura del sake:
- Amakara: dolçor o sequedat
- Notan: cos del sake
- Umami: es refereix a “delícia” del sake
- Nigami: amargor
- Kime: suavitat
- Kire: retrogust

### Qualitat final
L'equilibri o l'harmonia és una característica important, ja que el sake amb un sabor ben equilibrat es considera de qualitat superior. Els productors de ginjo-shu tenen com a objectiu produir sake de cos lleuger sense que sigui aquós. A més, és important l'equilibri correcte entre l'aroma i el gust. L'aroma pot ser afruitada, però si el gust té un sabor monòton o un gust excessivament complex, el sake no serà ben considerat. Per utilitzar una terminologia una mica abstracte, el tipus de sake que millor s'aplica a l'apel·lació i a la qualitat percebuda és que ofereixen "elegància" i "ressonància".

## Com servir el sake

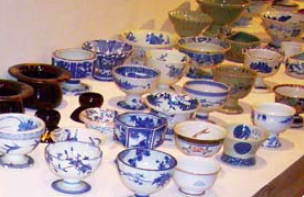
Choko

Al Japó, el sake es serveix refrigerat (reishu, 冷 酒), a temperatura ambient (jōon, 常温; o hiya, 冷 や), o s'escalfa (atsukan, 熱 燗), depenent de la preferència del bevedor, la qualitat del sake i la temporada. El sake d'alta qualitat no s'escalfa, ja que els sabors i les aromes es perdrien. Aquest emmascarament de sabor és la raó per la qual cosa sovint es serveix sake calent de baixa qualitat (típicament el sake calent ha sigut una beguda d'hivern). Hi ha gradacions de temperatura tant pel refrigerat com pel calent, aproximadament entre 5-10 °C i 50 °C, respectivament.

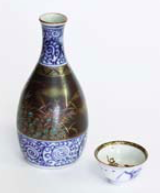
Tokkuri i choko

El sake tradicionalment es beu amb petites tasses anomenades choko o o-choko (お 猪 口), i s'aboca al choko a partir de matrassos ceràmics anomenats tokkuri. Això és molt comú en el cas d'un sake calent, on el matràs s'escalfa amb aigua calenta i les tasses petites asseguren que no es refredi; tot i això, també es pot utilitzar per beure sake fred. Tradicionalment, hom no es serveix la pròpia beguda, que es coneix com a tejaku (手 酌), sinó que els membres d'una festa es serveixen entre ells, que es coneix com a shaku (酌). Això s'ha anat perdent en els últims anys, però generalment s'observa en ocasions més formals, com ara sopars d'empresa, i encara se sol observar per a la primera beguda.

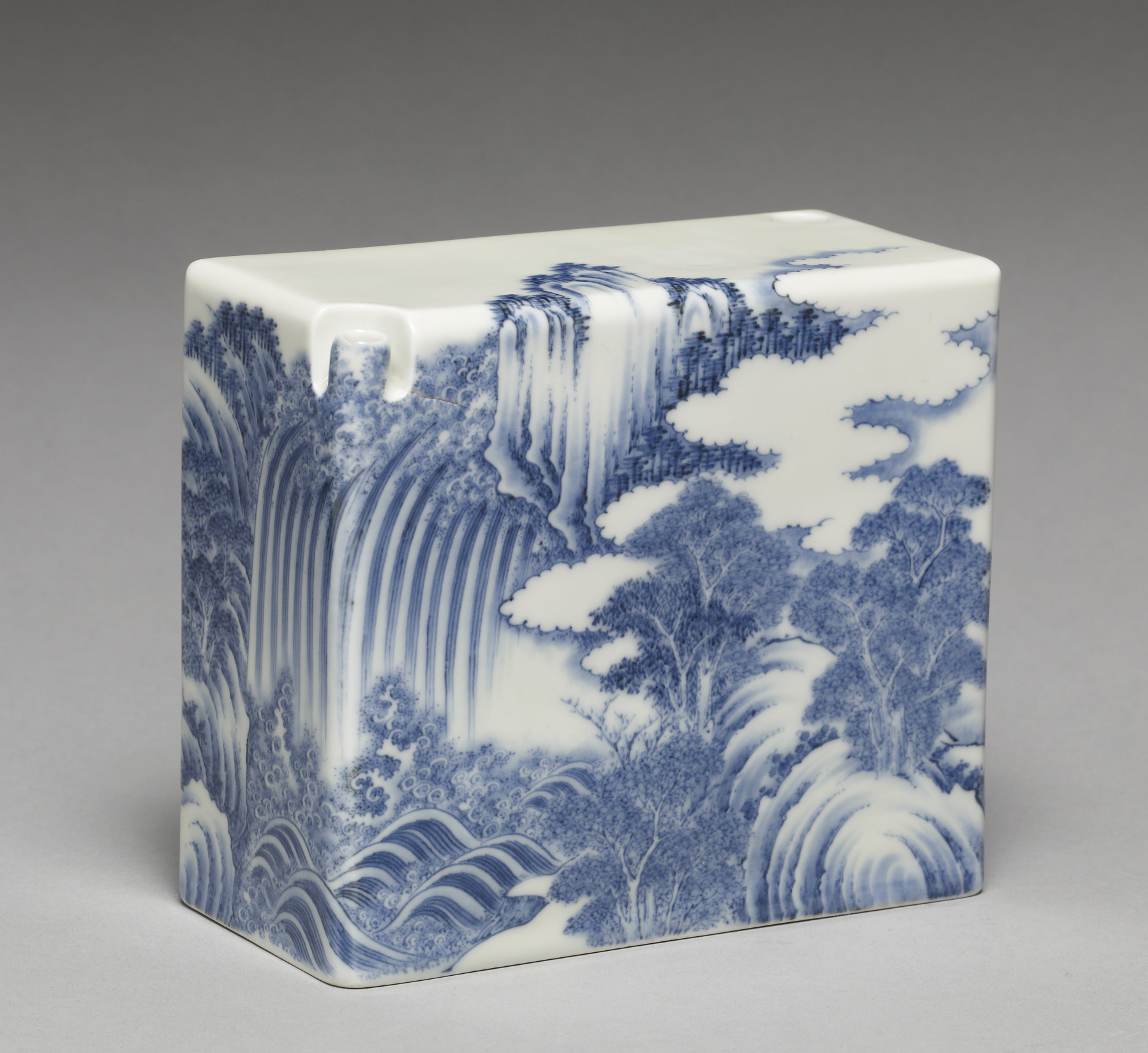
Masu

Una altra tassa tradicional és el masu, una caixa que normalment es fa de hinoki o sugi, que originalment es va utilitzar per mesurar l'arròs. El masu té exactament 180 ml, per tant, en aquest cas el sake es serveix omplint el masu fins a la vora. S'utilitza normalment per servir sake refrigerat o sake que es troba a temperatura ambient. En alguns restaurants japonesos, el servidor pot posar un got a l'interior del masu o el masu dins d'un plat per tal que, quan serveix el sake, es desbordi i ompli els dos recipients, es fa com un espectacle de generositat.
També es fan servir tasses de platerets anomenades sakazuki, més habitualment utilitzades en casaments i altres ocasions cerimonials, com ara l'inici de l'any o al començament d'un menjar kaiseki. En bars barats, sovint se serveix el sake a temperatura ambient en vasos de vidre anomenats koppu-zake (コ ッ プ 酒). En els restaurants més moderns, també s'utilitzen les copes de vi.
Tradicionalment, el sake sempre s'havia servit en unitats de 180 ml (una gō), i això encara és comú, però de vegades també es serveix en altres quantitats.
Tradicionalment, el sake s'escalfava immediatament abans de servir, però avui en dia els restaurants poden comprar el sake en caixes que es poden escalfar amb un dispensador de sake calent, de manera que es pugui servir immediatament, encara que això sigui perjudicial per al sabor. També hi ha diversos dispositius per a l'escalfament i per mantenir-lo calent, més enllà dels tokkuri tradicionals.
A part de ser servit de forma directa, el sake també es pot utilitzar per fer còctels, com el tamagozake, el saketinis o el nogasake. Encara que els orígens d'aquesta beguda no estan clars, el sake s'ha convertit en una beguda popular als bars i a clubs de karaoke d'arreu del món.

## Estacionalitat
Tradicionalment, el sake s'elaborava únicament a l'hivern. Malgrat que actualment es pot elaborar durant tot l'any, existeix una estacionalitat associada al sake, especialment els artesans.
El símbol més visible d'aquesta estacionalitat és el sugitama (杉玉), una esfera de fulles de cedre que es penjava a fora d'una bodega quan s'ha elaborat un nou sake. Les fulles, inicialment verdes, es tornen marrons amb el temps, reflectint la maduració del sake.

## Sake fora del Japó
Tot i ser una beguda pròpia del Japó, el sake també es produeix fora del Japó. Als Països Catalans s'ha elaborat sake a l'Ampolla (Baix Ebre) i a Tuixent (Alt Urgell).